# Assemblée législative du Pará
Pour les autres articles nationaux ou selon les autres juridictions, voir Assemblée législative.
19e législature
Palais de Cabanagem
L'Assemblée législative de l'État du Pará (en portugais : Assembleia Legislativa do Estado do Pará ; abrégé ALEPA) est l'organe dépositaire du pouvoir législatif de l'État brésilien du Pará. Elle est composée de 24 membres appelés « députés d'État », élus pour quatre ans au scrutin proportionnel plurinominal.
Son siège est situé au palais de Cabanagem dans le quartier de Cidade Velha, à Belém, la capitale de l'État.

## Histoire
L'Assemblée législative débute sa première législature le 13 mars 1885, au palais où se trouve aujourd'hui la place Dom Pedro II (détruite par un incendie en 1959). Elle déménage en 1960 au Teatro da Paz et en 1970 à son siège actuel, le Palais de Cabanagem.

## Système électoral
L'Assemblée législative est composée de 41 députés élus pour un mandat de quatre ans au scrutin proportionnel plurinominal. Le vote est obligatoire pour les citoyens de 18 à 70 ans, et facultatif pour ceux âgés de 16 à 18 ans ou de plus de 70 ans,.